# Notropis simus
Notropis simus är en fiskart som först beskrevs av Edward Drinker Cope, 1875.  Notropis simus ingår i släktet Notropis och familjen karpfiskar. IUCN kategoriserar arten globalt som starkt hotad. Inga underarter finns listade i Catalogue of Life.